# Copala (Jalisco)
Copala (del náhuatl Copallitech, ‘donde abunda el copal’) es un pueblo del municipio de Tolimán, en el sur del estado de Jalisco, en las inmediaciones del Nevado de Colima.

## Toponimia
Etimológicamente, Copala proviene del náhuatl Capille y Copallitech, que traducido al español significa ‘lugar de copal’ o ‘donde abunda el copal’.
Copala también era el nombre de un Dios de piedra al que adoraban los indígenas nativos. En este lugar, era una tradición hacer máscaras de copal, quizás por eso ya no abundan éstos árboles.

## Historia
Antes de la llegada de los españoles esta región estaba habitada por indígenas toltecas, otomíes y nahoas, los cuales hablaban tanto el dialecto otomí y el náhuatl.
Antes de la conquista, esta región llevaba el nombre de Amollan, era un Tlatonazgo (reinado muy extenso), pues su dominio se extendía por la sierra de Tapalpa, las faldas de los volcanes y abarcaba Tonaya, Tuxcacuesco, Tolimán, San Gabriel y Zapotitlán. Copala pertenecía al señorío de Amula al cual le rendía tributo.
En 1533, el misionero franciscano Fray Juan de Padilla inició la evangelización, reuniendo un grupo considerable de gentes y se establecieron en el pueblo San Pedro, que él mismo había fundado. Dicho pueblo desapareció en 1539 a causa de un fuerte temblor y las autoridades civiles y religiosas cambiaron su cabecera al pueblo de Amula, el cual se convirtió en una de las tres cabeceras principales de la provincia, junto con Zapotitlán y Cusalapa.
Entre 1575 y 1576 ocurrieron dos hechos significativos:
- Una gran peste hizo que muchos habitantes murieran.
- La gran erupción del Volcán de Fuego en 1576. Se dijo que: fue tanto el ruido de las piedras que aventó, que muchos murieron de espanto.

Como resultado de la erupción, Amula quedó destruido prácticamente y nunca más fue edificado. Sus moradores optaron por irse a vivir a otros pueblos como Zapotitlán y Jiquilpán.

## Geografía física

### Ubicación
Copala se encuentra al noreste de la cabecera del municipio de Tolimán, sus coordenadas son 19° 36′ 35″ de latitud y 103° 46′ 15″ de longitud; a una altitud de 1420 m s. n. m. (metros sobre el nivel del mar). Se puede arribar conduciendo por la carretera Guadalajara-Colima y desviándose después de Ciudad Guzmán hacia la derecha rumbo a El Grullo y al terminar de bajar la sierra del nevado de Colima se toma la carretera a la izquierda rumbo a Zapotitlán.

### Clima
El clima es semiseco y templado, con invierno y primavera secos, sin estación invernal definida. La temperatura media anual es de 17,5 °C (grados Celsius), y tiene una precipitación media anual de 675,6 mm (milímetros). Su régimen de lluvias es de junio a octubre. Los vientos dominantes son de dirección sur. El promedio de días con heladas al año es de 1,3.

## Flora y fauna

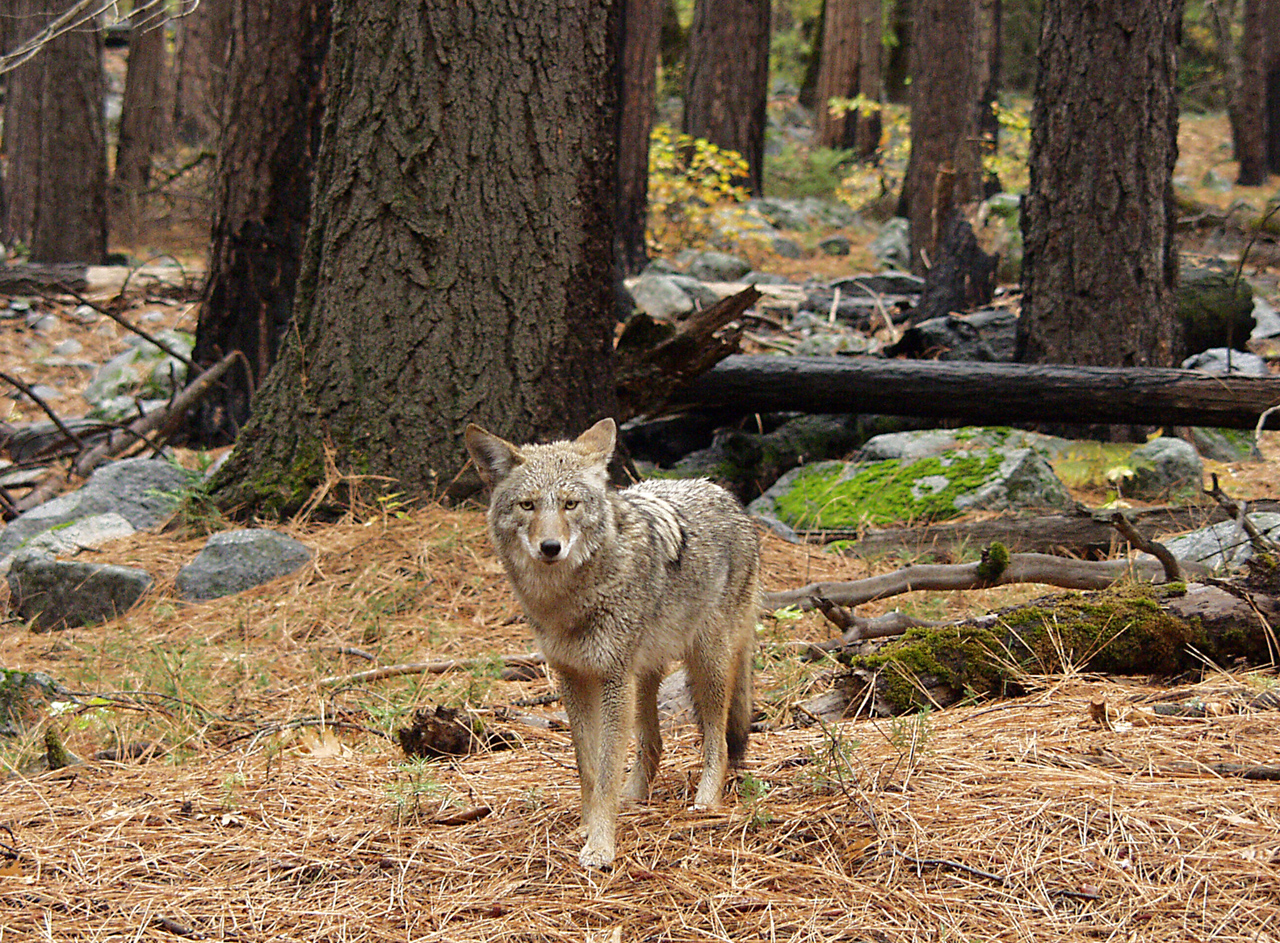
Ejemplo de la fauna del lugar.

La flora está representada por varias hectáreas de bosque, donde predominan especies de pino, cedro, encino y roble, principalmente. El venado, gato montés, coyote, ardilla, liebre, perico, zorro, conejo  y otras especies menores habitan en los alrededores del pueblo.

## Infraestructura

### Salud y vivienda
La mayoría de las viviendas cuentan con los servicios de agua potable, drenaje y energía eléctrica. Las casas están construidas a base de concreto, ladrillo o tabicón.
La atención a la salud es otorgada por la Secretaría de Salud SSJ en el centro de salud de la comunidad que se construyó en 2009 con promedio de 30 consultas y servicio de ambulancia proveído por los hijos ausentes y por medio del Instituto Mexicano del Seguro Social (IMSS). El bienestar social es atendido en sus diferentes vertientes por el Sistema para el Desarrollo Integral de la Familia (DIF).

### Servicios
Existen tiendas de abarrotes que venden alimentos y bebidas y algunos establecimientos que venden alimentos preparados (fondas, loncherías, cenadurías, taquerías y torterías).
El pueblo cuenta con alumbrado público, cementerios, vialidad, aseo público, seguridad pública, centros deportivos, parques y jardines. También cuenta con servicio de  correo, teléfono y radiotelefonía.

## Economía

### Agricultura y ganadería

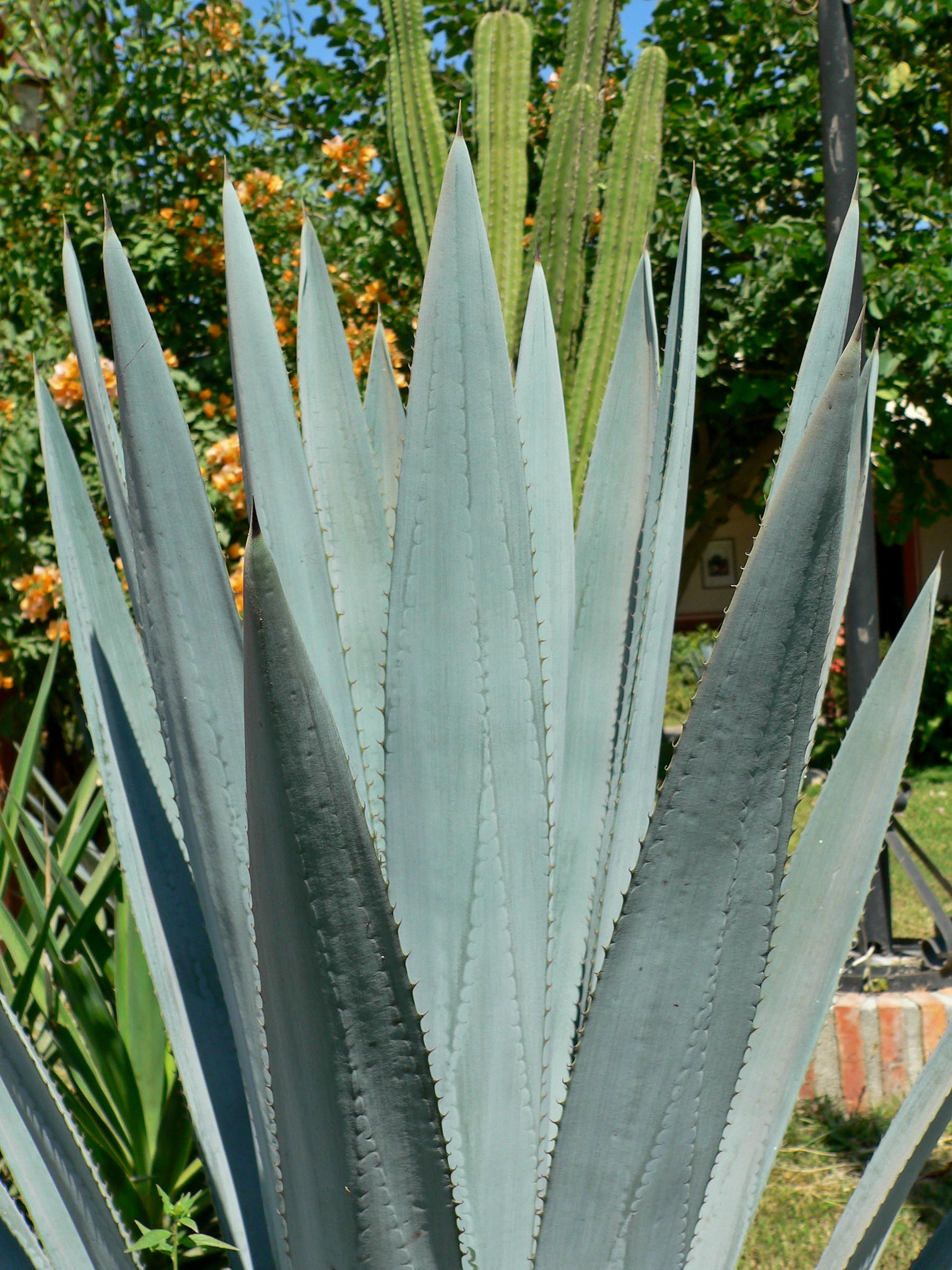
Agave.

Debido a la variedad que presenta la superficie terrestre (barrancas, arroyos, laderas y lomas) es posible la siembra de diferentes frutos, vegetales, plantas y árboles, entre los que destacan, principalmente: maíz, frijol, calabaza, chile, agave, maguey mezcalero. Cuenta con árboles frutales como: ciruela roja y amarilla, chayote, guamúchil, copalcojote, guayaba, chocohuiztle, lima chica, mezquite, naranja, plátano, pitaya y guaje. Se cría ganado bovino, porcino, caprino. Además de aves y colmenas.

### Silvicultura
Se explotan principalmente los bosques de coníferas, como fresno, pino, oyamel y encino.

### Industria y minería
Se desarrolla en pequeña escala produciendo principalmente, ropa (hace años existía una maquiladora llamada "Industrias del Pueblo"), aguardiente de mezcal y productos lácteos. Sus recursos minerales son yacimientos de mármol, piedra caliza y cantera.

### Turismo
Aproximadamente a 2 km (kilómetros) hacia el oeste de la población existe una cueva, también cuenta con una barranca en la que se puede encontrar algunos petroglifos que representan espirales, círculos y figuras estilizadas. También por el lado sur dentro de la barranca existe otra cueva: la leyenda dice que esa cueva llegaba hasta el centro del poblado, se dice que en épocas de la Revolución mexicana sirvió de refugio a los lugareños, por lo que se cree que es muy extensa. No cuenta con edificaciones o monumentos patrimoniales por haberse derrumbado durante el terremoto de 1539. En el lado sur de la barranca se han encontrado huesos grandes, probablemente de mamuts o dinosaurios.

## Cultura

### Atractivos arquitectónicos
Destacan la ermita de la Virgen del Camino, localizada en el antiguo camino a la loma de nahuapan por el lado este de la población.

### Fiestas
Fiestas religiosas
Fiesta en honor a San Martín de Tours (Santo patrón del pueblo). Se realiza durante el mes de noviembre y es la fiesta más importante del pueblo. Comienza el penúltimo domingo de octubre con el reparto de décimas, se bendicen estas en la iglesia, se reparten a los habitantes del pueblo recorriendo por las calles principales, se lleva cargando la imagen pequeña de San Martín, se regala ponche, participan la chirimía, niños vestidos de payaso, una cabalgata, Y carros alegóricos, referente a nuestra religión, en la décima viene la información de horarios de lo que se festejara, y los nombres de personas que participan, por ejemplo nombres de donantes pólvora, los días que habrá castillo, quienes dan el repique de las campanas, así como quien hace el aseo del templo, donantes de eucaristía etc. Para el último domingo de octubre se da el llamado inicio de feria, (desde temprano con cabalgatas y carreras de motociclistas actualmente) dirigidos por patrullas municipales y la ambulancia, para cuidar. Se inicia a la entrada del pueblo con carros alegóricos de los diferentes negocios y comerciantes de Copala, y alrededores, los que participan también se disfrazan de algún tema, como las catrinas, pues se acerca el día de muertos, los carros alegóricos regalan sus productos y dulces a la gente, también participan la Reina y la Princesa de las fiestas patrias, muchas bandas, la chirimía y también participantes de la cabalgata.
Con repique de campanas por la mañana y comienza el rosario, acompañado de una banda, donde se llega a la iglesia para celebrar una misa, de ahí la banda recorre las calles y la gente la acompaña, llegan a las casa de los donantes de banda, donde se acostumbra regalar a la gente ponche, café, tamales, etc.
Por la tarde prosigue con peregrinaciones locales y foráneas durante los 11 días, las personas suelen llevar en sus manos, flores o veladora, peregrinan desde los niños del catecismo, los que trabajan en el tomate, albañiles, y los más esperados, los hijos ausentes acompañadas de bandas, danzas, y en ocasiones con coro. Cabe destacar que los adultos como niños se visten de San Martín. Durante este lapso de tiempo hay celebraciones de misa, novenario, bailes, corridas de toros, serenatas, juegos pirotécnicos, como castillos , terrazas y juegos mecánicos. La fiesta culmina el día 11 del mes, con la concelebrada misa de función a la que asiste el Obispo de la Diócesis de Colima y varios sacerdotes invitados, pues es llevando al santo cargando hasta la casa del nuevo mayordomo, donde se vela toda la noche, y se lleva mariachi para cantarle las mañanitas, y rezar, pero la iglesia no queda sola pues es traído San Martín de la Ermita, al día siguiente después de una misa, se realiza un rifa para elegir al nuevo mayordomo,  lleva al santo cargado (por los habitantes voluntarios) de regreso la iglesia acompañado de danzas, y toda la gente del pueblo le acompaña así como las danzas y bandas y en la casa del nuevo mayordomo se realizaran misas cada 11 de cada mes.  
- Fiestas Navideñas.

- Reyes Magos. Se festeja el 6 de enero, se realiza una peregrinación, a ella asisten las dos cuadrillas de pastores, los viejos y las danzas. Ese día se levanta al niño Dios y se da por terminada la Navidad.

- Festividad de Santa Cecilia. Tiene lugar el 22 de noviembre.

Fiestas cívicas
- Fiestas patrias. Se realizan el 16 de septiembre de cada año. Se celebran con actos deportivos y culturales. Hay competencias de: carreras de caballos, carreras de bicicletas y otros juegos organizados. Las fiestas patrias terminan con el tradicional desfile.

- Día de la Revolución mexicana. Se celebra el 20 de noviembre de cada año.

- Día de la Bandera. Se verifica el día 24 de febrero de cada año.

### Leyendas
En el municipio, existen varias leyendas, las cuales se cuentan de generación en generación. Las principales son:
El Cerro Encantado
La leyenda cuenta que, en el interior del cerro Petacal se encuentra una ciudad, en la cual vive el diablo y gente que obró mal en su vida terrenal. Se dice que dos personas que buscaban algunas reses, inexplicablemente vieron una cueva en forma de una entrada o puerta. La entrada conducía a una gran ciudad. Por curiosidad se acercaron y decidieron entrar. Al estar en la ciudad vieron con asombro que había un gran ambiente de fiesta; había bailes, corridas de toros, juegos mecánicos y pirotécnicos. Además, vieron y saludaron a personas que ya conocían. Pasearon por todo el lugar, curioseando, comiendo y tomando bebidas alcohólicas. Poco después, uno decidió comprar unos panes grandes para llevar. El otro una hermosa soguilla y pusieron sus compras en un costal. Cuando quisieron salir del lugar, le preguntaron a una de las personas acerca de la salida. Él les dijo que estaban en el interior del cerro Petacal. Al observar a su interlocutor se percataron que, este tenía una pata de res y otra de gallo; lo que los hizo comprender que era el demonio; asustados comenzaron a rezar y a buscar la salida. No se sabe cómo lograron salir, pero de pronto se vieron fuera del cerro. Al llegar al pueblo, contaron lo que les había pasado y a las personas que habían visto. Obviamente la gente del pueblo no les creyó. Ellos al tratar de comprobar sus argumentos, sacaron los artículos que habían comprado; sin embargo, en el costal solo había excremento de vaca y una serpiente. Y de las personas que ellos habían visto, los vecinos les dijeron que esas personas ya habían fallecido.
El Manzano
Se dice que, existía un personaje llamado José María Manzano; el cual despojó de sus tierras a los nativos de esta región. Era muy rico y poseía mucho ganado. Cuentan que esta persona lo veían en la mañana en Ciudad Guzmán, y al mismo tiempo lo veían cuidando sus animales en el cerro. Algunos decían que tenía pacto con el diablo, pues es imposible estar en dos lugares distintos al mismo tiempo. Otros decían que lo habían visto en la cúspide del cerro Petacal atado con cadenas.
Gigantes
A la orilla del pueblo existen un par de huellas enormes, se dice que son de un gigante que existió en la región.

### Tradiciones y costumbres

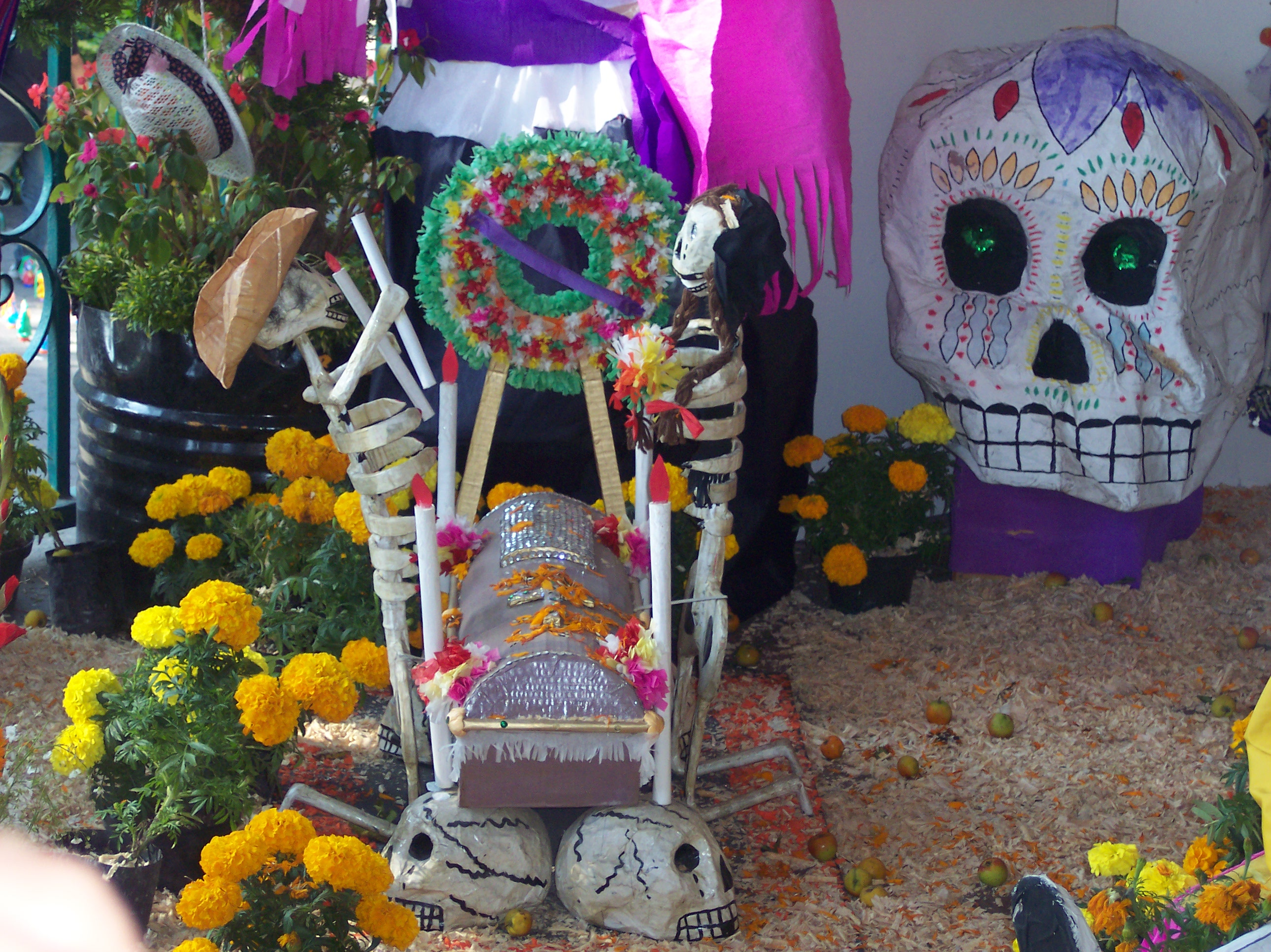
Día de Muertos.

- Día de Muertos: Se realiza el 2 de noviembre, se lleva arreglos florales a las tumbas de los seres queridos y se ora frente a ellas; además se celebra una misa. En casi todos los hogares se pone un altar con calabaza, agua, flores y comida que les gustó en vida a los difuntos.

- Miércoles de Ceniza: Es la fecha en la que se inicia la Cuaresma, la población acostumbra asistir a la iglesia. Se celebra una misa; en la cual, el sacerdote pone ceniza en la frente de los fieles.

- Jueves de Corpus: Se realiza una procesión la cual inicia en el templo. El sacerdote lleva la hostia sagrada, con el propósito de representar a Dios como cordero, como corazón, como espíritu santo y como padre, en diferentes templos. Alrededor de la plaza se ponen altares, con flores, frutas y figuras de barro que representan animales como borregos y aves entre otras.

- San Isidro Labrador: Se celebra el 15 de mayo, la misa es en la mañana y es dedicada a todos los campesinos del lugar. El festejo se realiza en una ermita que se localiza en el barrio Pueblo Nuevo. Por la tarde, en una misa, se bendicen animales, semillas y utensilios que se utilizan en la agricultura.

- San Antonio: Se celebra el 13 de junio: Aún se conserva la costumbre de que, algunas mujeres solteras bailan frente a la imagen del santo para pedirle que les mande esposo o novio.

- Ceremonia para pedir el buen temporal: Se acostubra realizar una misa en "La Punta" (lugar en donde se juntan dos barrancas) en el lado oeste del pueblo. Se realiza una procesión desde la ermita de San Martín hasta la capilla de "La punta". Después del peregrinar se celebra una misa en el lugar, se pide a Dios que no falten las lluvias a los campos de la región.

- Celebración de acción de gracias: Se celebra una misa en el campo en donde asiste la mayoría del pueblo y se intercambian alimentos preparados.

- Las Posadas: Empiezan el día 16 de diciembre, los festejos de las posadas suelen variar, pero los más comunes son las que se hacen por barrios, todas las personas, niños, jóvenes y adultos se reúnen en la iglesia. Se organizan y salen hasta la casa donde se dará la posada.

- La Pastorela: Es una representación teatral de carácter popular, en el que la población interpreta diversos personajes como: indios, ángeles, pastores, rancheros, ermitaños y diablos. El punto central es representar la lucha del bien contra el mal.

- Día de la visita: El día 26 de diciembre, los pastores y los viejos llevan de visita al niño Dios por todo el pueblo. En la mañana la población se reúne en el templo, el sacerdote hace una pequeña celebración y entrega al niño Dios a los que habrán de llevarlo cargando. El recorrido es por toda la población, se les ofrece de comer a los pastores y viejos en las enramadas o casa de los mayordomos y priostes. Algunas personas les dan algún obsequio, agua fresca o ponche. Hay personas encargadas de ir recogiendo limosnas o lo que le van dando al niño durante la visita, la cual se realiza de casa en casa. El recorrido dura parte de la mañana, al terminar el recorrido se llega de nuevo al lugar de partida, ya en el templo se despiden formando una cruz.

- Año Nuevo: Se realiza el 31 de diciembre, también salen los pastores y los viejos cantando canciones populares durante toda la noche. Además, en esta fecha se entrega los "Niños Dios" a los nuevos mayordomos, quienes los reciben con alegría y fiesta, acompañada de cohetes. También se realizar un baile popular.

- Los viejos: Es una tradición en la que las personas que se disfrazan. Llevan una vestimenta muy particular, integrada por una máscara de palo (de madera de copal), una trenza larga de ixtle de mezcal, una cobija de lana o ropa vieja, huaraches, y bolsas de plástico o de costal; las cuales les sirven en diferentes funciones: como capa para torear, al que se disfraza de toro y como bolsa en donde llevan chiles secos para quemarlos o avispas que sueltan en donde hay gente, para que corran.

#### Bodas
- Bodas: en las bodas es común ver bailes y danzas típicas que se bailan a ritmo de mariachi.

- Pedimentos: Es una tradición para pedir la mano de una muchacha, el varón lleva como representantes a sus papás y padrinos de bautizo para que sean ellos los que hablen a los papás de la joven. Llevan ponche, vino, y una canasta con chocolate, pan, arroz, azúcar y otros artículos.

- Los Consuelos: Esta costumbre se realiza cuando la novia se fuga con el novio. Los papás del novio, después de 8 días o al siguiente día, llevan vino a la casa de los papás de la novia. Las novias robadas van al templo vestidas de colores claros, como el rosa o azul; a diferencia de las novias pedidas que visten de blanco.

- Bautizos: Cuando se quiere bautizar a un niño los papás hablan con la pareja que quieren para padrinos del niño. Los padrinos son los que regalan al niño la vestimenta. Después del bautizo que tiene lugar en la iglesia, se realiza una fiesta.

- Funerales y entierros: Cuando una persona muere, se rezan rosarios, y se vela durante la noche al difunto; varias veces se canta "El Alabado". Los vecinos, familiares y amigos ayudan con café, azúcar y canela a la familia del difunto. Es tradición que se ofrezcan bebidas calientes como café con alcohol, canela o chocolate acompañado de galletas. Al otro día llevan a misa al difunto y luego al panteón cantando y rezando durante el camino. Durante el entierro se canta y los familiares echan un poco de tierra al féretro ya en el pozo, agua bendita y luego se procede a enterrar al difunto. Cuando es un niño el que muere no se hace novenario, sólo lo velan y se le llevan muchas flores, el féretro debe ser blanco.

#### Juegos
- Los encostalados: El juego consiste en carreras, pero los participantes deben de estar dentro de un costal y tienen que llegar una meta fijada.

- El palo encebado: Consiste en subir tratar de subir, a un palo al que previamente le han puesto cebo, lo que dificulta alcanzar la parte más alta de éste. Si el participante logra escalar el palo, se le entrega el premio.

- Rondas: Dentro de estas se tienen las de La rueda de San Miguel, Las estatuas de Marfil y la de la Víbora de la mar.

- Papalotes: La temporada es en los meses de febrero y marzo; que es cuando hay más viento.

- Canicas: Consiste en sacar con una canica otras canicas de un círculo hecho en el suelo.

- El Bebeleche. Consiste en saltar líneas trazadas en el suelo en forma de círculo y cuadrados figurando una persona.

#### Supersticiones
- Limpias: Algunas personas tienen la creencia de que las enfermedades que padecen son a causa de una brujería (enfermedad puesta), esas personas acostumbran asistir los martes y viernes a las limpias realizadas por los curanderos del lugar, estos se ayudan de hojas de paraíso y chiles para realizar sus curas.

- Viernes y martes, ni te cases ni te embarques: Otra superstición que es muy arraigada en el pueblo, consiste en no empezar algún trabajo, negocio u otra cosa importante en días martes o viernes ya que se dice que estos son de mala suerte.

- Cruz de sal: Cuando está lloviendo muy fuerte con rayos y aire, los campesinos ponen un puño de sal en el patio de la casa en forma de cruz para que se calme la tempestad.

- Corte de culebra: Es la creencia que tiene la población de que un niño corte la culebra (nube en forma de culebra que se presenta en el cielo cuando hay tromba) con un machete, haciendo la señal de la cruz y pronunciando la frase: Córtate culebra, córtate culebra.

- Mal de ojo: Se dice que hay "mal de ojo" cuando niño pequeño se enferma a causa de que otra persona lo envidio. Según la superstición, el doctor no puede curar esta enfermedad. Se cree que este mal puede evitarse con un ojo de venado en la muñeca o en el cuello del niño, amarrado con un hilo rojo.

### Artesanías
Sus artesanos elaboran mecapales, metates, molcajetes, mosaico, ollas de barro, sogas de ixtle, huaraches, máscaras, costalillos, chicotes, chinas de palma, deshilados, canastos de otate y hamacas.

### Gastronomía

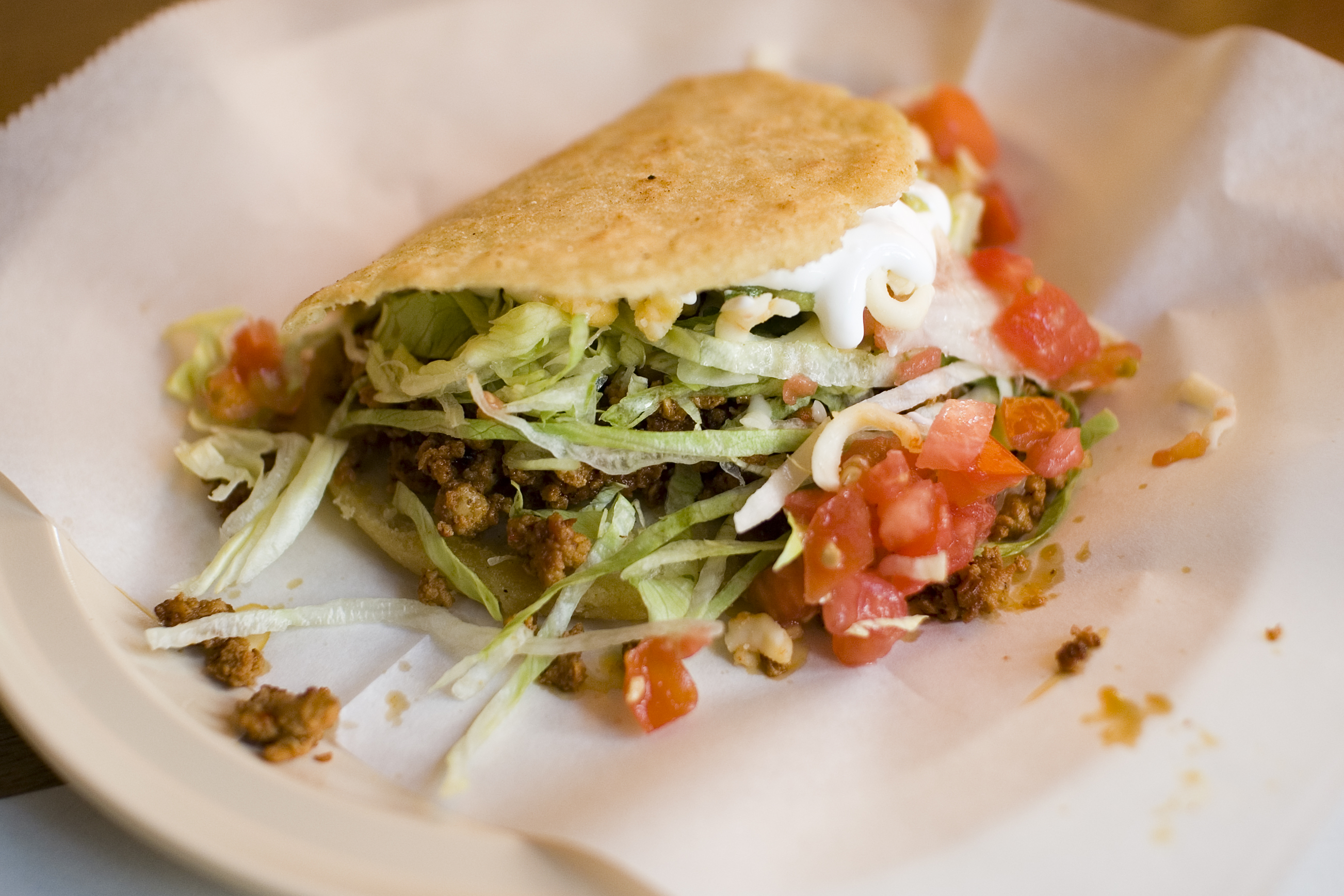
Gastronomía.

De sus alimentos destacan la birria, pipián, sopa de arroz, albóndigas, sopitos, pozole, menudo, enchiladas, picadillo, el mole de guajolote, chicharrones y carnitas de cerdo, calabaza cocida, calabaza tatemada, tamales de ceniza, tamales de elote y tamales de ciruela.
En dulcería destacan los borrachitos, la ciruela enmielada con azúcar, el dulce de leche, el pinole, bolas de maíz o ponte duro, dulce de guayaba, dulce de camote.
De sus bebidas el mezcal, el ponche de frutas, el rompope, el atole agrio, el atole blanco, el ponche de granada, el tepache y el vino.

## Deporte
Se cuenta con centros deportivos, los cuales cuentan con instalaciones adecuadas para el desarrollo de diversos deportes. El fútbol es el deporte que más se practica.